# Planes de Ensanche de Albacete
Este artículo trata sobre los Planes de Ensanche de Albacete. Para consultar información sobre la zona del Ensanche de Albacete véase el artículo Ensanche (Albacete).
Desde principios del siglo XX se han desarrollado planes municipales que han contemplado el crecimiento de la ciudad de Albacete, España.

## Antecedentes
En 1833, con la división de España en provincias, la villa de Albacete se había convertido en capital de la nueva provincia de Albacete. Albacete tenía la fisonomía de un pueblo grande, con una economía basada en la agricultura de susbsistencia y una población exigua. Además carecía de la infraestructura urbana necesaria para acoger las dependencias administrativas propias de una capital de provincia. Un año después, mediante el Decreto de 26 de enero de 1834, se crea la Audiencia Territorial de Albacete, con jurisdicción sobre las provincias de Albacete, Ciudad Real, Cuenca y Murcia.
Las desamortizaciones liberales propiciarion que las propiedades eclesiásticas pasasen a manos públicas permitiendo la construcción de edificios para el Estado liberal, la apertura de nuevas calles y la remodelación de las existentes. Esto es denominado por Panadero Moya como «ensanche interior». Como ejemplo, la nueva Audiencia Territorial se instaló, en primera instancia en el edificio del antiguo convento de San Agustín, desamortizado. No obstante, debido al estado del edificio, fue derruido y se levantó uno nuevo en el solar del anterior en 1860.
El 18 de marzo de 1855 llegaba a Albacete el primer tren, con la inauguración y puesta en servicio del tramo Alcázar de San Juan-Albacete de la línea Madrid-Almansa, de la Compañía Anónima del Camino de Hierro de Madrid a Aranjuez. La estación se había emplazado al noreste de la ciudad y próxima a ella. La línea discurría por la provincia con dirección noroeste-sureste, paralela a la carretera de Ocaña a Alicante. La estación se convirtió en un centro para el crecimiento de la ciudad. Dos años antes (1853) se había construido la calle del Progreso (actual paseo de la Libertad). Paralela a ella se trazaron dos calles con nombres relacionados con el ferrocarril: la de Salamanca y la del Muelle. La primera, que desembocaba delante del edificio de viajeros de la estación de ferrocarril, está dedicada en honor a José de Salamanca y Mayol, responsable de la llegada del ferrocarril a la ciudad. Y la última desembocaba en el muelle de mercancías de la estación ferroviaria. Estas y otras calles paralelas a la calle del Progreso se complementaron con otras perpendiculares para la formación de manzanas rectangulares en el espacio comprendido entre las calle de Cuba y de San Antón y la traza ferroviaria. Esta zona se convertiría a finales del siglo XIX en el nuevo centro de la ciudad.

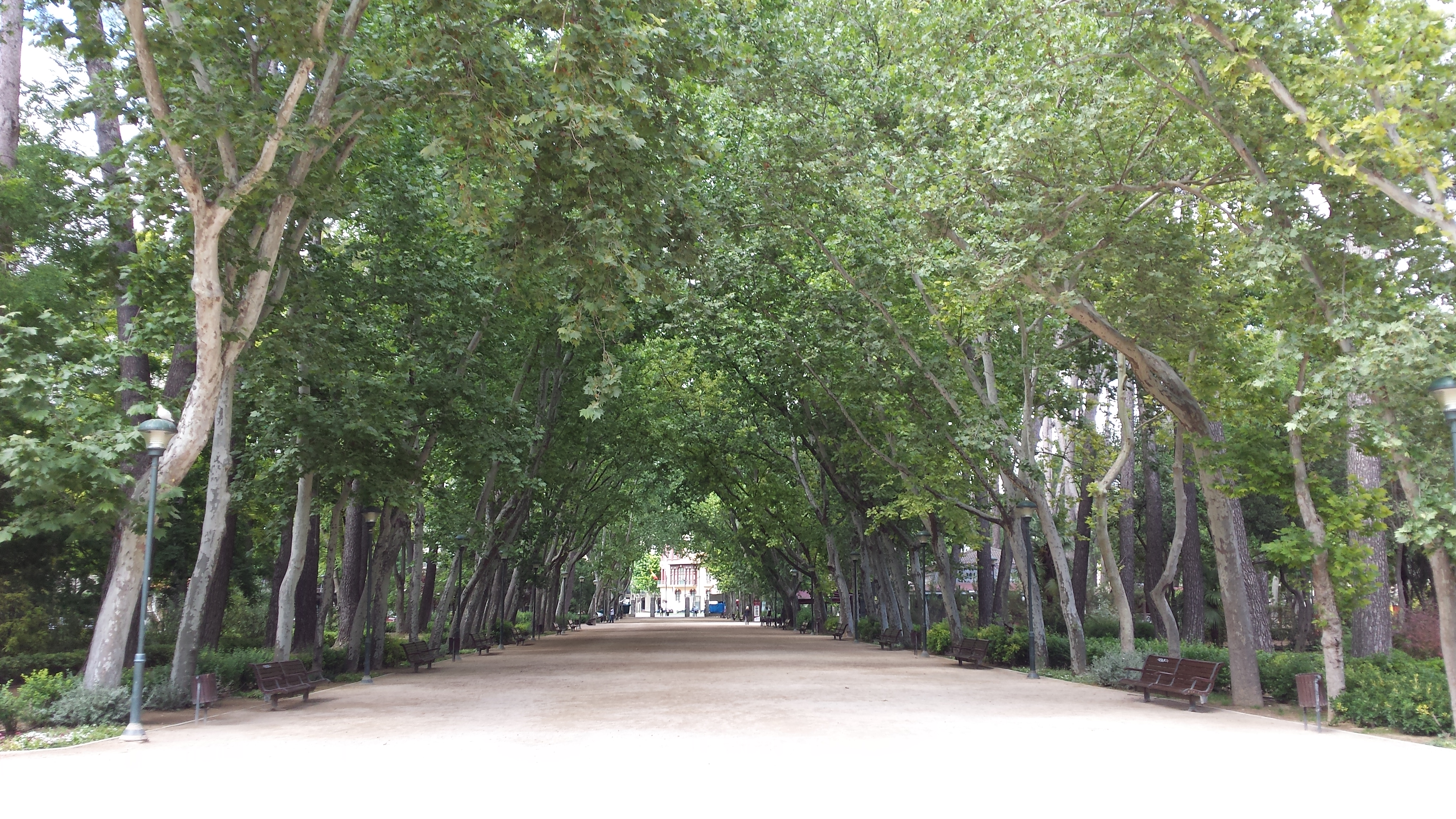
El primer plan de ensanche de Albacete dio como resultado la construcción de una dotación extraordinaria, el parque Abelardo Sánchez, con un tamaño similar al que tenía la ciudad a principios del siglo.

## Plan de Martínez Villena
A principios del siglo XX el arquitecto municipal Francisco Manuel Martínez Villena redacta un Plan de Alineaciones, que Gutiérrez Mozo (2005, p. 4) considera el primer plan de ensanche «propiamente dicho». Este plan de alineaciones contemplaba el crecimiento de la ciudad en dos direcciones. Hacia el norte, y hasta la línea ferroviaria, dio lugar al barrio de la Industria. Esta zona se llenó de almacenes dedicados al comercio de la ciudad y de edificaciones para la industria, en ambos casos debido al impulso del ferrocarril. Y hacia el sur, en dirección al parque de Canalejas, la ciudad creció con la edificación de construcciones residenciales. En conjunto supuso un cambio en el eje tradicional de expansión urbana, que hasta entonces había sido el este-oeste.

## Plan de Carrilero y Muñoz

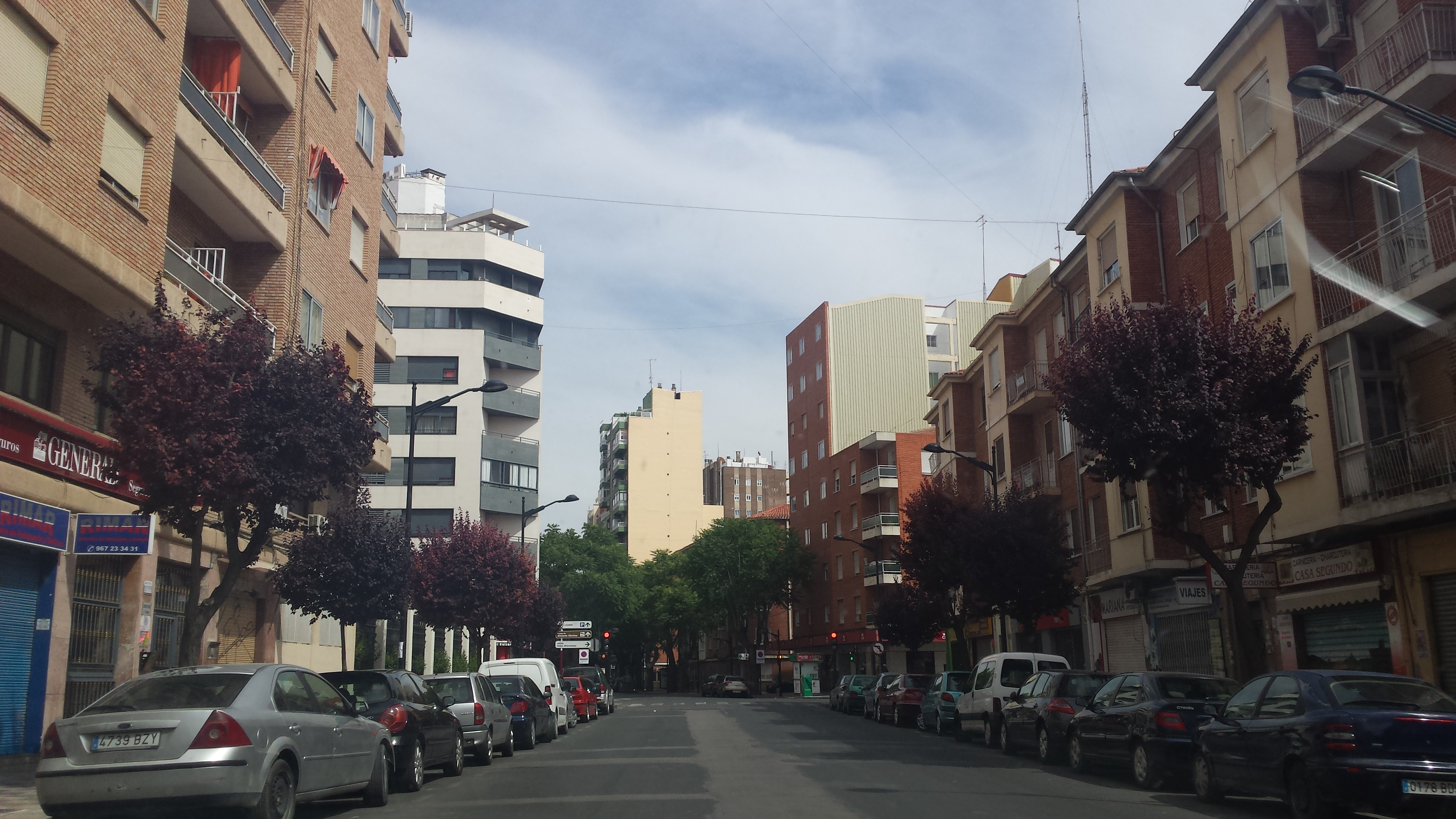
El actual barrio oficioso del Ensanche, el más poblado de la capital albaceteña, fue una de las actuaciones del Plan de Ensanche diseñado por los arquitectos Carrilero y Muñoz en los años 1920.

En la década de 1920 se redacta un Plan de Ensanche municipal, inspirado en los de Madrid y de Barcelona, obra este último de Ildefonso Cerdá.Magán Perales (2005, p. 436) lo califica como el primero «propiamente dicho». Según las fuentes, fue redactado por el arquitecto municipal Julio Carrilero Prat, sólo o con el también arquitecto municipal Manuel Muñoz Casayús.
El desarrollo urbano se completó con la construcción de una carretera de circunvalación o ronda sur que comenzaba en la rotonda donde conectaban la carretera de Madrid y el canal de María Cristina.